# Bembidion perbrevicolle
Bembidion perbrevicolle är en skalbaggsart som beskrevs av Thomas Casey. Bembidion perbrevicolle ingår i släktet Bembidion och familjen jordlöpare. Inga underarter finns listade i Catalogue of Life.